# Moraleja de Huebra
Moraleja de Huebra es una entidad de población española del municipio salmantino de Barbalos, en la comunidad autónoma de Castilla y León.

## Geografía
Está ubicada en una colina en la margen izquierda del río Huebra, el cual al pasar por el lugar cuenta con un puente de piedra de cinco ojos. Situada en la parte central de la provincia de Salamanca, pertenece al término municipal de Barbalos.

## Historia
A mediados del siglo XIX, la localidad, por entonces cabeza de un municipio independiente, contaba con una población de 39 habitantes. Aparece descrita en el undécimo volumen del Diccionario geográfico-estadístico-histórico de España y sus posesiones de Ultramar de Pascual Madoz de la siguiente manera: 

MORALEJA DE HUEBRA: l. con ayunt. en la prov. y dióc. de Salamanca (9 leg.), part. jud. de Sequeros (4 1/2), aud. terr. y c. g. de Valladolid (31). Se encuentra sit. sobre una colina de poca elevacion en la márg. izq. del r. Huebra, que le baña por la parte del E. y S.; goza de buena ventilacion, mas su clima es mal sano, debido á los vapores del r. que ocasionan tercianas y otras dolencias. Se compone de 20 casas de mediana construccion, sin haber nada notable en el pueblo á que hagamos referencia; tiene una igl. bastante pequeña sit. fuera del l., pertenece á la vicaría de Berrocal de Huebra sirviéndola un ecónomo, y por último hay un cementerio pegado á la misma igl. que en nada perjudica á la salud pública. Confina el térm. al N. con Peralejos de Solis; E. Arévalos; S. Navarredonda de la Rinconada, y O. Avililla y Coquilla de Huebra; pasa por el precitado r. Huebra que interrumpe su curso en las estaciones de calor, mas en el invierno lleva un considerable caudal de agua, teniendo un puente de piedra por este punto de 5 ojos, con la solidez necesaria. El terreno es en general flojo y pizarroso teniendo algunos trozos de regadío. Los caminos son vecinales, en buen estado. El correo se recibe todos los martes en la cartería de Tamames. prod.: cereales los suficientes para el consumo, algun lino y legumbres; hay ganado vacuno y cerdoso, y caza menor y mayor. pobl.: 12 vec., 38 alm. riqueza y prod.: 588.411 rs. imp.: 8,320.
(Madoz, 1848, p. 584)

En 2021 tenía censados 5 habitantes. Hoy día constituye una finca particular.